# Dușmani, Glodeni
Dușmani este un sat din raionul Glodeni, Republica Moldova.

## Istorie
Satul Dușmani a fost întemeiat prin uricul din 1508, prin care domnul Bogdan al III-lea i-a dăruit slugii sale Dușman, un loc ca să-și întemeieze un sat:
„Din mila lui Dumnezeu, noi Bogdan voievod, domn al Țării Moldovei. Facem cunoscut cu această carte a noastră tuturor celor ce o vor vedea sau o vor auzi citindu-se, că această adevărată slugă a noastră, Dușman, ne-a slujit drept credincios, și noi văzând slujba lui dreaptă către noi, i-am miluit pe el cu deosebita noastră milă, i-am dat și i-am întărita dela noi, în țara noastră, în Moldova, un loc de pustie, pe această parte a Dubovățului, la Fântâna Puturoasă, ca să-și întemeieze un sat.

Și să-i fie lui deja noi uric cu tot venitul și copiilor lui și nepoților lui și strănepoților lui și răstrănepoților lui și întregului lui neam, cine îi va fi lui cel mai deaproape, neclintit niciodată, în veci.

Iar hotarul acestui loc din pustie să fie cât poate folosi în destul un sat de douăzeci de case.

...

Iar pentru mai mare întărire a celor mai sus scrise, am poruncit credinciosului nostru pan Tăutul logofăt să scrie și să atârne pecetea noastră la această carte a noastră.

A scris Vascan la Iași, în anul 7016 <1508> februarie, 1 zi”

## Demografie

### Structura etnică
Structura etnică a satului conform recensământului populației din 2004:
| Grup etnic         | Populație | % Procentaj |
| ------------------ | --------- | ----------- |
| Moldoveni / Români | 1.915     | 95,75%      |
| Țigani             | 58        | 2,9%        |
| Ucraineni          | 19        | 0,95%       |
| Ruși               | 7         | 0,35%       |
| Alții              | 1         | 0,05%       |
| Total              | 2.000     | 100%        |

## Administrație și politică
Componența Consiliului local Dușmani (11 consilieri), ales la 5 noiembrie 2023, este următoarea:
|  | Partid                                        | Consilieri | Componență | Componență | Componență | Componență | Componență |
|  | --------------------------------------------- | ---------- | ---------- | ---------- | ---------- | ---------- | ---------- |
|  | Partidul Dezvoltării și Consolidării Moldovei | 5          |            |            |            |            |            |
|  | Partidul Acțiune și Solidaritate              | 3          |            |            |            |            |            |
|  | Partidul Socialiștilor din Republica Moldova  | 2          |            |            |            |            |            |
|  | Partidul Nostru                               | 1          |            |            |            |            |            |

## Personalități

### Născuți în Dușmani
- Petru Picior-Mare (1887–?), funcționar și politician moldovean, membru al Sfatului Țării al RD Moldovenești.